# کروزون-سور-وورو
کروزون-سور-وورو (به فرانسوی: Crozon-sur-Vauvre) یک کمون در فرانسه است که در اندر واقع شده‌است. کروزون-سور-وورو ۲۷٫۶۹ کیلومتر مربع مساحت و ۳۸۰ نفر جمعیت دارد و ۴۲۰ متر بالاتر از سطح دریا واقع شده‌است.